# Marco Thiede
Marco Thiede (* 20. Mai 1992 in Augsburg) ist ein deutscher Fußballspieler, der beim griechischen Zweitligisten Anagennisi Karditsa unter Vertrag steht.

## Karriere
Ab seinem zwölften Lebensjahr spielte Marco Thiede in der Jugend des FC Augsburg. Für die erste Mannschaft des FCA debütierte er im DFB-Pokal 2011/12, als er in der 2. Runde beim 1:0-Sieg gegen RB Leipzig in der Startformation stand. Mit der Augsburger Reserve schaffte er 2011/12 den Aufstieg aus der Landesliga in die Regionalliga Bayern, der offensive Mittelfeldspieler erzielte dabei 14 Tore in 27 Spielen. Thiede kam in der folgenden Regionalligasaison 2012/13 auf 31 Spiele und neun Tore. Im Sommer 2013 wechselte er in die 2. Bundesliga zum SV Sandhausen. Sein erstes Tor erzielte er am 8. Mai 2015 beim 0:4-Auswärtssieg des SV Sandhausen gegen RB Leipzig. Zum Saisonende 2016/17 wurde Thiedes ausgelaufener Vertrag nicht verlängert.
Am 25. September 2017 unterschrieb er einen bis zum 30. Juni 2018 datierten Vertrag beim Karlsruher SC. Für den KSC debütierte er in der Liga am 14. Oktober 2017 (12. Spieltag), als er beim 2:0-Sieg gegen die Würzburger Kickers in der 73. Spielminute für Marc Lorenz eingewechselt wurde. Beim 3:1-Heimsieg gegen die SpVgg Unterhaching am 20. Januar 2018 stand Thiede für den gesperrten Matthias Bader als rechter Verteidiger erstmals in der Startelf des KSC. In der Rückrunde wurde er auf der rechten Außenbahn in beinahe jedem Spiel eingesetzt und erreichte mit dem KSC am Saisonende die Aufstiegsrelegation, in der man jedoch am FC Erzgebirge Aue scheiterte. In der folgenden Saison 2018/19 war Thiede als rechter Verteidiger gesetzt und verpasste nur ein einziges Spiel gelbgesperrt. Durch seine Leistungen trug er mit dazu bei, dass am Ende der Saison für ihn und den KSC der Aufstieg in die Zweite Bundesliga gelang.
Nach knapp sieben Jahren im Verein verließ er die Karlsruher mit Auslaufen seines Vertrags im Sommer 2024 und schloss sich dem SV Darmstadt 98 an. Nach einem Jahr verließ er den Verein wieder. Er schloss sich sodann in der Sommerpause dem griechischen Zweitligisten Anagennisi Karditsa an.